# Montserrat Torruella i Alsina
Montserrat Torruella i Alsina (Sabadell, 5 de novembre de 1959 - 1 de juliol de 2014) va ser una mezzosoprano catalana.

## Biografia
Entre 1978 i 1985, Torruella va cantar a la Coral Belles Arts, dirigida en aquell moment per Lluís Vila, i al Quartet Liederkranz de Barcelona. Durat uns anys, va ensenyar música a nens de l'Associació de Sords de Sabadell. Va compaginar l'estudi de cant amb el de piano i violoncel. Però es va decantar pel cant i va aprofundir els estudis amb Maria de la Vega, amb Myriam Alió i amb Manuel García Morante, al Conservatori de Barcelona. Va obtenir una beca d'interpretació al Marathon de Noves Veus de l'Òpera de Cambra de Catalunya per estudiar amb Paul Schihawsky. A partir del 1987 es dedicà exclusivament al cant.
En la carrera professional, va cantar òpera, oratori i lied. Pel que fa a l'òpera, va debutar al Teatre del Liceu el 1991 fent el paper de Jove Cretenca a Idomeneo de Mozart. Després va interpretar Nabucco, Carmen, Orfeo ed Euridice, La Clemenza de Tito... al Liceu o al Cicle Òpera a Catalunya, per diverses poblacions del país gràcies als Amics de l'Òpera de Sabadell.
Va oferir nombrosos recitals de lied, generalment acompanyada del pianista i compositor García Morante. I el 1992 va estrenar els Cinc poemes de Sant Joan de la Creu, de García Morante, al cicle Música del Segle XX del Centre d'Arts Reina Sofia de Madrid. Al llarg de la vida professional, va col·laborar en papers solistes amb diferents orquestres, com ara l'Orquestra Simfònica del Vallès, l'Orquestra de Cambra de l'Empordà, l'Orquestra Simfònica de Barcelona i Nacional de Catalunya, l'Orquestra de Cambra del Teatre Lliure i l'Orquestra Nacional d'Andorra, entre d'altres. L'any 2000 va protagonitzar D. Q. Don Quijote a Barcelona, de J. L. Turina, al Liceu, amb producció de La Fura dels Baus i dirigit per Josep Pons. Amb La Fura i Pons, també va protagonitzar també l'Atlàndida de Falla, composta a partir del poema de Jacint Verdaguer. D'altra banda, entre 1992 i 2012 va fer de solista a les Santes de Mataró.
L'any 1997 va ser escollida com a solista per cantar en el casament de Cristina de Borbó i Iñaki Urdangarin.
Montserrat Torruella i Alsina va morir a Sabadell el 1r de juliol de 2014.

## Discografia
- Atlàntida de Manuel de Falla, amb la Jove Orquestra Nacional d'Espanya, dirigit per Edmond Colomer. Audifis
- 1997 - Cançons sobre poemes de Joan Salvat-Papasseit, Miguel Hernández, Josep Carner, San Juan de la Cruz, Octavio Aceves. Montserrat Torruella (mezzosoprano) i Manuel García Morante (piano). La Mà de Guido
- 2000 - Manuel de Falla. Integral de l'obra per a veu i piano. Montserrat Torruella (mezzosoprano) i Manuel García Morante (piano). La Mà de Guido
- 2001 - Cançons sobre poemes de Joan Oliver, «Pere Quart». Montserrat Torruella i altres. Ars Harmonica
- 2003 - Manuel Oltra. Fantasia & fuga. Montserrat Torruella (soprano), Sira Hernández (piano) i Manuel Martínez del Fresno (violoncel). Columna Música
- 2008 - Rifà, Massobet, Borgunyó, Geis, Cabané. Cançons. Montserrat Torruella (mezzosoprano) i Glòria Peig (piano). La Mà de Guido

## Premis i reconeixements[2]
- 1988 - Finalista al Concurs d'Interpretació de l'ONCE. Com a premi, la van becar
- 1990 - Premi Extraordinari en el Concurs Internacional de Cant Francesc Viñas. Com a premi, va poder estudiar amb Carlo Bergonzi a Bussseto
- 1991 - Premi Agnes Baltsa per a Mezzosoprano, dins el Concurs Francesc Viñas
- 1991 - Premi Plácido Domingo ex aequo per al millor cantant de l'Estat espanyol
- 1991 - Premi de l'Associació de Liceistes 4t i 5è Pis
- 2014 - El 6 de novembre, Sabadell va oferir un homenatge en honor de Montserrat Torruella:[6] un concert al Teatre Principal, organitzat per l'Associació d’Amics de l’Òpera, Joventuts Musicals i el Conservatori de Sabadell, amb direcció escènica de Jordi Fité i presentat per l'actriu Elisabet Casanovas, filla de Montserrat Torruella.[1][7]